# フランク・ジョージ・ウィズナー

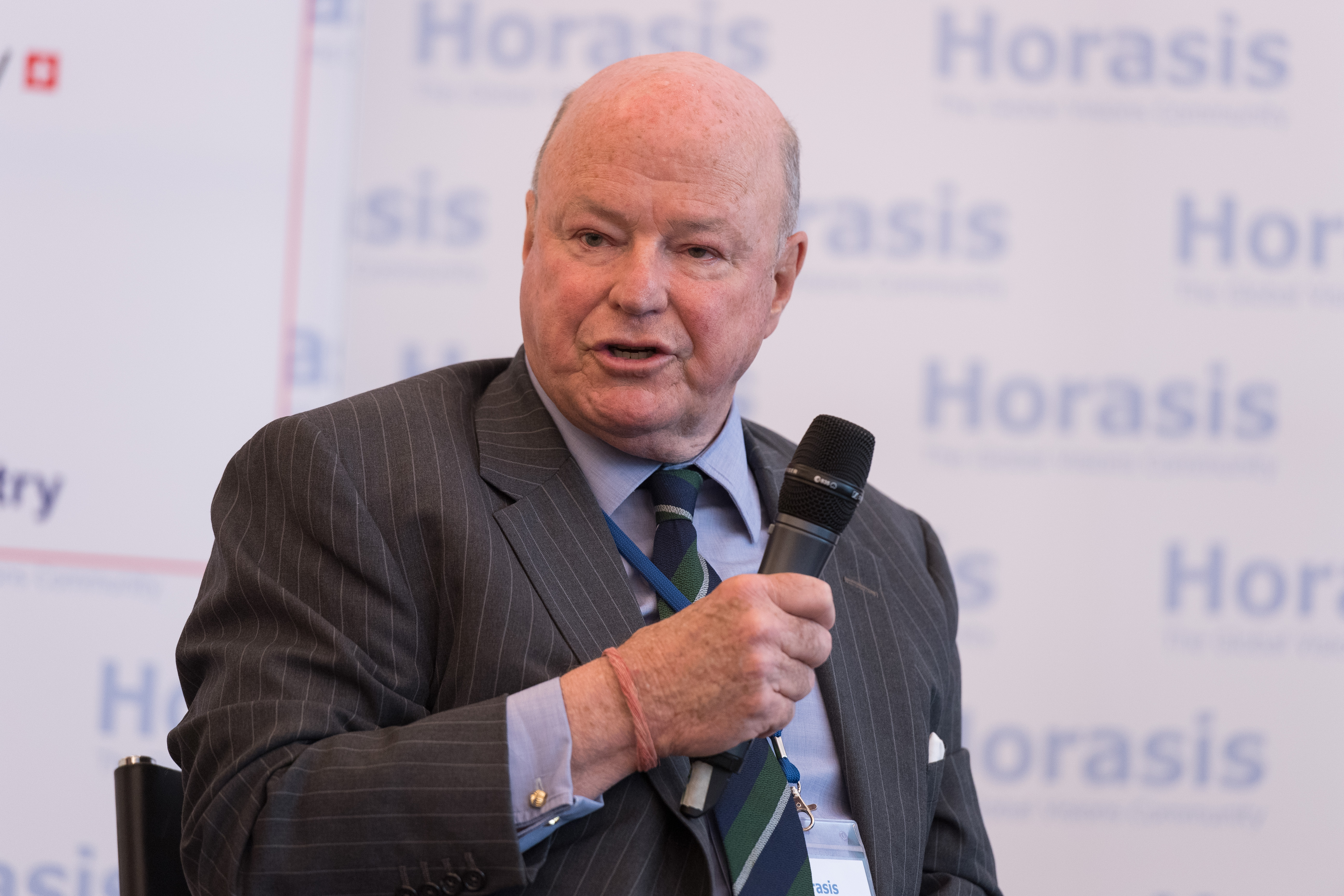
フランク・ジョージ・ウィズナー

フランク・ジョージ・ウィズナー（Frank George Wisner II, 1938年 - 2025年2月24日）は、アメリカ合衆国の外交官、政治家。

## 生涯
1938年にニューヨーク州ニューヨークで誕生。1961年にプリンストン大学卒業。
- 1961年国務省入省。
- 1961年‐1962年国務省ヨーロッパ局
- 1962年アラビア語研修（在モロッコタンジール）
- 1962年‐1964年在アルジェリア大使館
- 1964年ベトナム語研修
- 1964年‐1969年国際開発庁（在南ベトナム）
- 国務省近東局チュニジア担当官
- 在チュニジア大使館経済担当官
- カントー（南ベトナム）総領事館領事
- 在バングラデシュ大使館政治担当官
- 国務次官補佐官などを経て
- 1976年に国務省アフリカ局南アフリカ部長[3]。1977年に国務省官房長代理[4]。
- 1979年から1982年まで駐ザンビア大使[5]。
- 1982年から1986年まで上級国務次官補代理（アフリカ担当）[4]。
- 1986年から1991年まで駐エジプト大使[5]。
- 1991年から1992年まで駐フィリピン大使[5]。
- 1992年から1993年まで国務次官（国際安全保障担当）[5]。
- 1993年から1994年まで国防次官（政策担当）[6]。
- 1994年から1997年まで駐インド大使[5]。
- 2025年2月24日、肺がんの合併症によりニューヨーク州ロングアイランドのミル・ネック（英語版）の自宅で死去した。86歳没[7]。